# Přední Cínovec
Přední Cínovec (deutsch Vorderzinnwald) ist eine Wüstung in Tschechien. Sie befindet sich im böhmischen Teil des Erzgebirges auf den Fluren der Gemeinde Dubí.

## Geografie

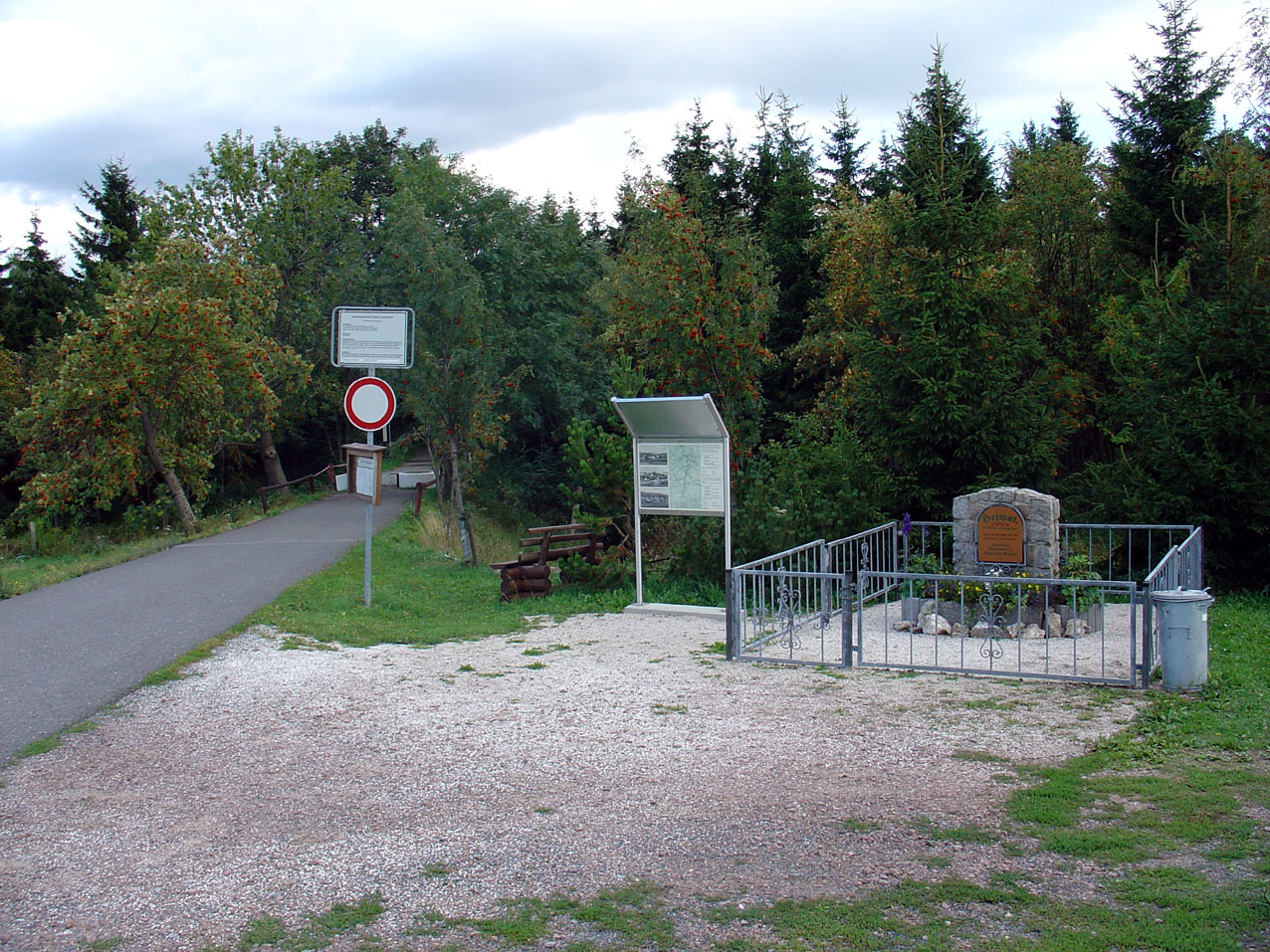
Gedenktafel und -Stein am Wanderübergang Fürstenau

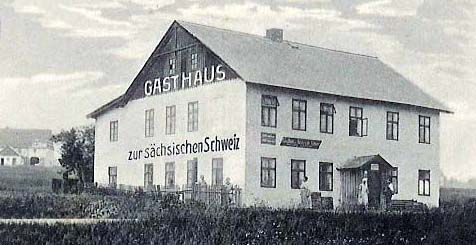
Gasthaus zur sächs. Schweiz um 1920

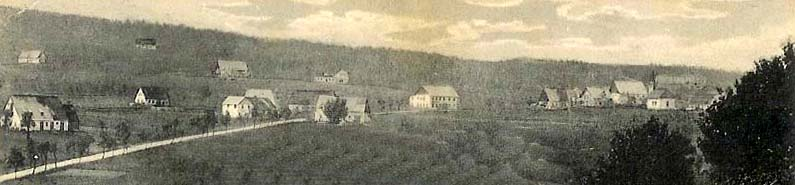
Ansicht um 1920

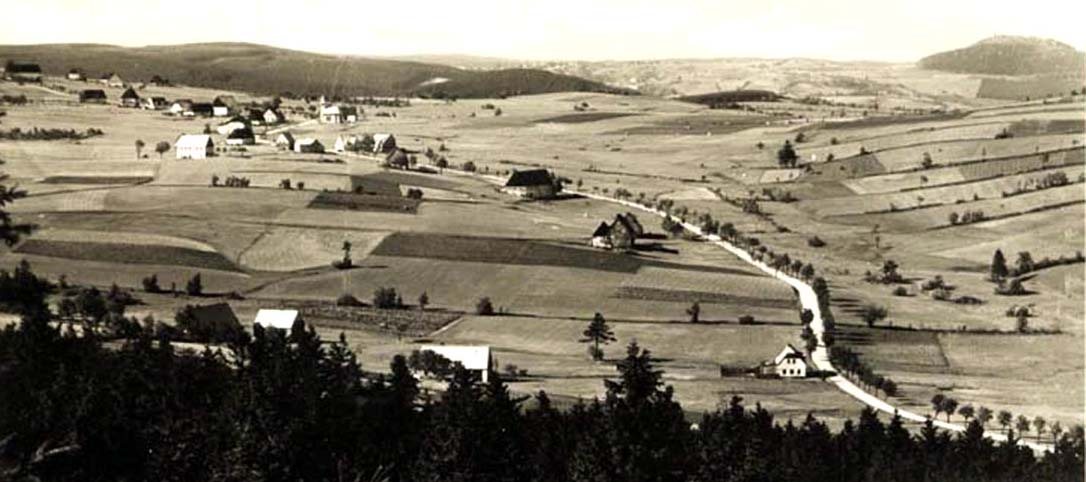
Gesamtansicht

Auf tschechischer Seite grenzte Vorderzinnwald an Voitsdorf und Böhmisch Zinnwald. Auf deutscher Seite grenzte der Ort an Fürstenau und Zinnwald-Georgenfeld in Sachsen.
Vorderzinnwald liegt etwa 45 km südlich von Dresden im oberen Erzgebirge. Die deutschen Nachbargemeinden Fürstenau und Zinnwald-Georgenfeld sind über Wanderwege (Kleiner Grenzverkehr) erreichbar.

## Geschichte
Vorder-Zinnwald wurde im 15./16. Jahrhundert aufgrund von Zinnfunden im Kammgebiet, von Graupen aus gegründet.
Besiedelt wurde der Ort von Bergleuten und Holzfällern. Weiterhin siedelten hier Landarbeiter, welche auch Felder auf Fürstenauer und Geisinger Fluren bewirtschafteten.
1833 zählte der Ort 172 Einwohner in 30 Häusern. 1887 erfolgte die Fertigstellung der Wallfahrtskapelle Mariä Heimsuchung, mit dem Gnadenaltar aus dem 15. Jahrhundert aus der Fürstenauer Kirche. Lange gehörte der Ort zur Pfarre von Fürstenau, welche sie über den alten Kirchweg erreichten.
Die Bevölkerung besserte ihren kargen Lohn mit Nähen von Strohhüten, Flechten von Bast- und Weidenkörben, Besticken von Damenstrümpfen und durch das Anfertigen von Papierblumen etwas auf. Nach 1900 erfolgte ein wirtschaftlicher Aufschwung in den drei Gastwirtschaften mit Fremdenzimmern, durch den aufkommenden Wintersport und durch den Besuch von Sommerfrischlern.
1938 bewohnten 250 Einwohner in 54 Häusern den Ortsteil von Böhmisch Zinnwald. Nach Ende des Zweiten Weltkrieges und nach Vertreibung aller Bewohner durch die Tschechen wurde der Ort mitsamt seiner Wallfahrtskapelle dem Erdboden gleichgemacht. Die Fluren dieser Gemeinde sind heute Weide- und Brachland.

## Sehenswürdigkeiten
- Vorderzinnwald ist Bestandteil des Projektes „Grenzüberschreitender Bergbaulehrpfad Krupka-Geising-Altenberg-Zinnwald/Cinovec-Dubi“ (Routenpunkte 69 und 70).
- Das Raubschloss (757 m n.m.) befindet sich auf einer bewaldeten Hangkuppe der Südwestflanke des Berges Lysá hora (Kahler Berg) am Südhang des Erzgebirgskammes. Begrenzt wird die Kuppe von einem Graben, Archäologische Grabungen fanden an dieser Stelle bereits 1904 statt. Grabungen von 1976 brachten weitere Fundstücke, wie Keramikscherben, eiserne Gegenstände (Nägel, Hufeisen, Keile und Pfeile) sowie eine aus rotem Sandstein hergestellte Gussform für Zinnstäbe zu Tage. Diese Keramikfunde weisen auf eine Besiedlungszeit von der 2. Hälfte des 14. Jahrhunderts bis Anfang des 15. Jahrhunderts hin.
- Vorderzinnwald befindet sich in einem Birkhuhn-Schutzgebiet.
- Weiterhin gehört Vorderzinnwald zum Naturschutzgroßprojekt „Geschützte Bergwiesen des Osterzgebirges“ mit seiner einzigartigen Steinrückenlandschaft.